# Dasyscopa axeli
Dasyscopa axeli är en fjärilsart som beskrevs av Matthias Nuss 1998. Dasyscopa axeli ingår i släktet Dasyscopa och familjen Crambidae. Inga underarter finns listade i Catalogue of Life.